# Corso di anatomia
Corso di anatomia (Gross Anatomy) è un film statunitense del 1989 diretto da Thom Eberhardt.

## Trama
Joe e Laurie sono due tirocinanti al corso di anatomia, dove imparano a lavorare come dottori. Ben presto tra di loro nasce una relazione.

## Accoglienza
Corso di anatomia è stato distribuito negli Stati Uniti d'America il 20 ottobre 1989 in 853 sale, guadagnando 2 830 387 $ durante il suo weekend di apertura. Dopo la sua uscita nelle sale, il film ha incassato un totale di 11 604 598 dollari al botteghino nazionale.
Alla sua uscita iniziale, il film ha ricevuto recensioni miste e negative. Roger Ebert del Chicago Sun-Times ha dato alla pellicola una recensione a tre stelle affermando: "La maggior parte degli eventi principali del film possono essere prevedibili, ma sono interpretati con una grazia genuina". Janet Maslin di The New York Times ha a sua volta dato al lungometraggio una recensione positiva, descrivendolo come "per lo più divertente e coinvolgente". Ha una valutazione del 30% su Rotten Tomatoes sulla base di 10 recensioni.